# Hippodrome de Sandown Park
L'hippodrome de Sandown Park est situé à Esher, Surrey, dans la banlieue de Londres en Angleterre. L'hippodrome est très proche de la gare de Esher desservie par des trains de Londres Waterloo.

### Courses notables
Course de groupe I :
- Eclipse Stakes

Courses de groupe III :
- Gordon Richards Stakes
- Brigadier Gérard Stakes